# Ягвуково
Ягвуково — деревня в Дебёсском районе Удмуртской Республики России.

## География
Деревня находится в восточной части республики, в подзоне южной тайги, на правом берегу реки Ита, на расстоянии примерно 18 км (по прямой) к юго-западу от села Дебёсы, административного центра района. Абсолютная высота — 189 м над уровнем моря.

### Климат
Климат характеризуется как умеренно континентальный, с продолжительной холодной многоснежной зимой и относительно коротким тёплым летом. Среднегодовая многолетняя температура воздуха составляет 1,2 °С. Абсолютный минимум температуры воздуха составляет −49 °C; абсолютный максимум — 37 °C. Вегетационный период длится в среднем 160—170 дней. Среднегодовое количество атмосферных осадков составляет около 541 мм, из которых большая часть выпадает в тёплый период. Снежный покров держится в течение 160—165 дней.

### Часовой пояс
Деревня Ягвуково, как и вся Удмуртская Республика, находится в часовой зоне МСК+1. Смещение применяемого времени относительно UTC составляет +4:00.

## Население
| 2010 | 2012 |
| ---- | ---- |
| 20   | ↘17  |

### Национальный состав
Согласно результатам переписи 2002 года, в национальной структуре населения удмурты составляли 59 % из 17 чел., русские — 41 %.

## Известные уроженцы
- Корепанов-Камский, Геннадий Михайлович (1929—2001) — советский и российский певец и композитор. Заслуженный деятель искусств РСФСР.